# Culicoides gluchovae
Culicoides gluchovae är en tvåvingeart som beskrevs av Mirzayeva 1974. Culicoides gluchovae ingår i släktet Culicoides och familjen svidknott. Inga underarter finns listade i Catalogue of Life.